# Frank Haunschild

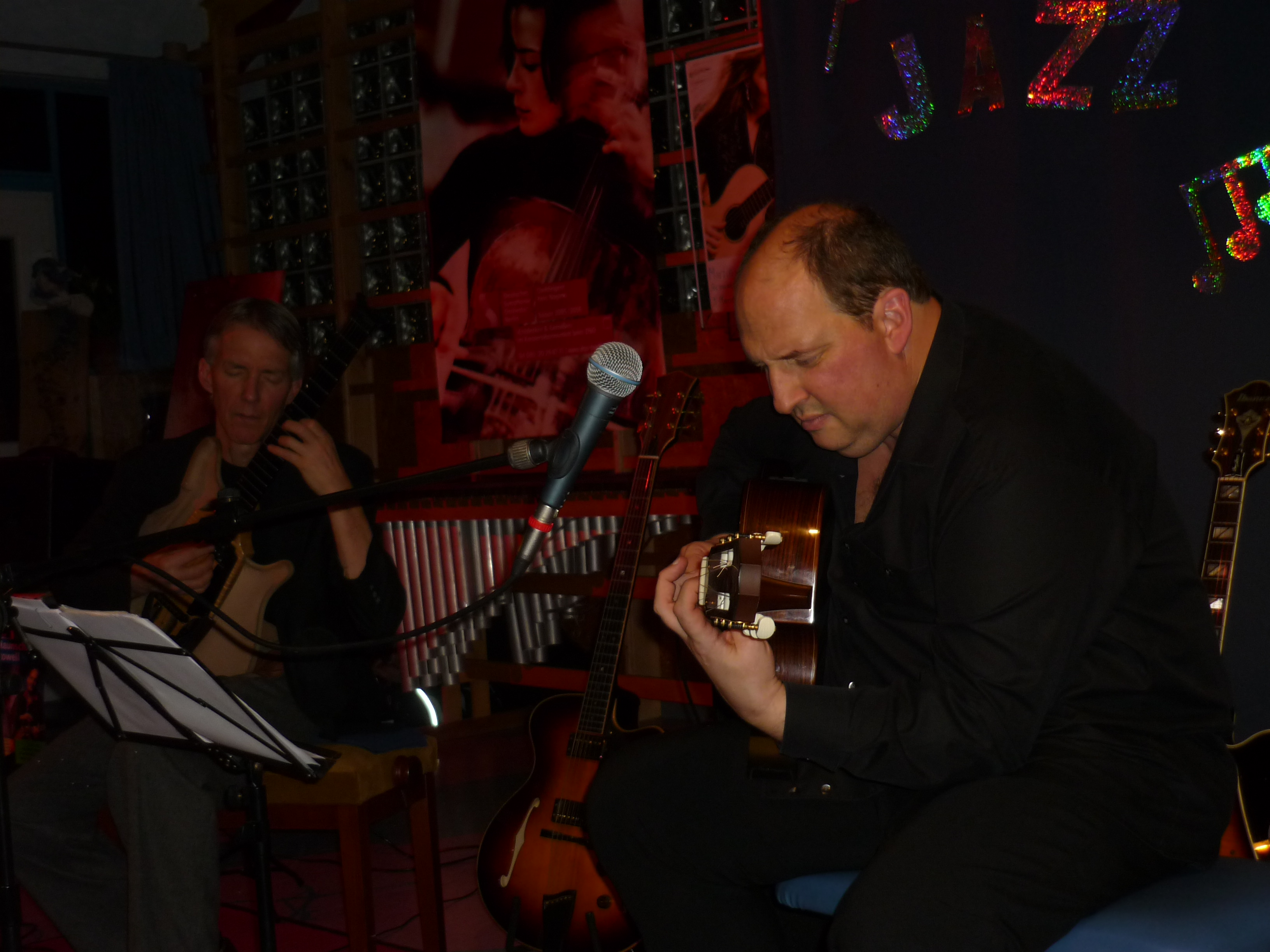
Frank Haunschild (rechts) mit John Stowell bei einem Konzert in Bad Marienberg, November 2010

Frank Haunschild (* 2. Juni 1958 in Bonn) ist ein deutscher Jazz-Gitarrist und Musikpädagoge.

## Leben und Wirken
Haunschild schloss sein Studium der Jazzpädagogik und die künstlerische Ausbildung mit dem Hauptfach Jazzgitarre an der Musikhochschule Köln (1981–86) mit der künstlerischen Reifeprüfung ab. Ab 1988 unterrichtete er als Professor für Jazzgitarre an der Hochschule für Musik in Köln und in den 2000er Jahren außerdem als Dozent für Theorie und Gehörbildung an der Jazz & Rock Schule Freiburg. Seine Unterrichtsfächer sind Jazzgitarre, Improvisation, Ensembleleitung sowie Jazz-Harmonielehre und -Gehörbildung. Breiteren Kreisen wurde Haunschild durch sein dreibändiges Lehrwerk Die neue Harmonielehre. Ein musikalisches Arbeitsbuch für Klassik, Rock, Pop und Jazz bekannt, das sich insbesondere an informell lernende Amateurmusiker ohne Notenkenntnisse richtet und auch ins Englische übersetzt wurde.
Haunschild arbeitet als Solist und in verschiedenen Duo-Projekten mit John Abercrombie, John Stowell, Tom van der Geld und Norbert Gottschalk. Zu seinem Electric Trio gehören Reza Askari und Dominik Mahnig. Darüber hinaus ist er an vielen Orten Workshop-Dozent für Jazzgitarre.
Frank Haunschild ist seit 1981 mit Sabine Haunschild verheiratet, sie haben zwei erwachsene Kinder.

## Publikationen
- Die neue Harmonielehre:
  - Band 1 (1988), ISBN 3-927190-00-4.
  - Band 2 (1992), ISBN 3-927190-08-X.
  - Praxis (1996), ISBN 3-927190-57-8.
- Modern Guitar Styles (1997), ISBN 3-89221-045-4.
- Let’s Groove! Fun-Play-Alongs for all Instruments:
  - Vol. 1 (2009), ISBN 978-3-89922-112-1.
  - Vol. 2 (2012), ISBN 978-3-89922-153-4.

## Diskografie (Auswahl)
- Frank Haunschild - Looking Forward (1997)
- Frank Haunschild / Norbert Gottschalk - Art of a Duo - Favorite Songs (1998)
- Frank Haunschild / Tom van der Geld - Getting Closer (1999)
- Frank Haunschild / John Stowell - Listen to This (2004)
- Frank Haunschild / John Abercrombie - Alone Together (2005)
- Frank Haunschild - See You Soon (2006)
- Frank Haunschild / Norbert Gottschalk - The Duo / 4 the Road (2009)
- Frank Haunschild, Vitaliy Zolotov: Night Train (2012)
- Frank Haunschild Electric Trio: City Lights (2013), mit Reza Askari, Volker Reichling
- Frank Haunschild & Thomas Rückert: First Take (2020), mit Reza Askari, Jens Düppe[1]